# 取締役
取締役（とりしまりやく）とは、すべての株式会社に必ず置かなければならない機関である。取締役会非設置会社においては、対内的に会社の業務執行を行い、対外的に会社を代表するものであり、取締役会設置会社においては、会社の業務執行の決定機関である取締役会の構成員である。
2006年5月施行の会社法により取締役会の設置が原則として任意になり、機関設計により取締役の権限が異なるようになったことから、一義的な定義は困難になっている。
- 会社法は、以下で条名のみ記載する。

## 概説
株式会社との関係は、委任に関する規定に従う（330条）。
原則（取締役会非設置会社）
原則として、取締役それぞれに業務執行権と会社の代表権がある（348条、349条）。
取締役が複数いる場合は、会社の業務執行に関する意思決定は取締役の過半数で行い、全員に代表権がある。
定款により、または定款の定めに基づく取締役の互選か株主総会決議のいずれかの方法で、特定の取締役を代表取締役に選出することもでき、その場合は代表取締役以外の取締役は代表権を有しない（349条1項但書、3項）。
取締役会設置会社（指名委員会等設置会社を除く）
取締役会設置会社における取締役は、取締役会の構成員として会社の業務に関する意思決定に参加する。会社の代表権は、代表取締役が有し、他の取締役は有しない。また、業務執行権は、代表取締役と業務執行取締役に選定された取締役のみが有し（363条1項）、その他の取締役は有しない。
指名委員会等設置会社
指名委員会等設置会社においては、取締役会が設置され、かつ、業務執行は執行役が行うこととされており、取締役は業務執行権をもたない。取締役に任意に業務執行権限を与えて業務執行取締役とすることもできない（415条）。会社の代表権は代表執行役が有し、代表取締役を設置することもできない（349条3項）。したがって指名委員会等設置会社の取締役は、あくまで取締役会の構成員として会社の業務に関する意思決定に参加すること、指名委員会・監査委員会・報酬委員会の各委員として自己の担当する委員会の意思決定に参加することができるのみである（ただし、執行役との兼任は許される）。
指名委員会等設置会社には監査役は置かれず、取締役会の下に監査委員会が置かれる。かつ、監査委員会を含む各委員会の委員の過半数は社外取締役でなければならない（400条）。
指名委員会等設置会社における取締役は、このように会社代表・業務執行の役割から切り離される一方で代表執行役以下の経営陣に対し業務を監視・評価する役割を担っている。通常の会社の取締役と比べて、その企業組織にとっては外部的な存在であり、株主の代理人的性格がより強いといえる。
特別取締役（373条）
取締役の数が6人以上でうち1人以上が社外取締役である株式会社においては、本来取締役会の決議事項とされる、重要財産の処分及び譲り受けと多額の借財（362条4項1号2号）について、あらかじめ選定した3名以上の取締役の過半数の賛成で決議することができる。この選定された取締役のことを特別取締役という。
旧株式会社の監査等に関する商法の特例に関する法律（商法特例法）の重要財産委員会に相当する制度である。

## 選任、員数、任期、および解任

### 資格等
法人は取締役になれない（331条1項）。
また、株式会社は、取締役が株主でなければならない旨を定款で定めることができない。ただし、公開会社でない株式会社においては、定めることができる（331条2項）。

### 選任
取締役は株主総会で選任される（329条1項、旧商法254条1項）。選任にあたっては定足数として株主の議決権の過半数か、3分の1以上の割合を定款で定めた場合にあっては、その割合以上にあたる株主の出席が必要であり、その出席した株主の議決権の過半数で決せられる（341条）。
株主は、累積投票による選任を、定款に別段の定めがあるときを除き請求することができる（342条）。
多くの会社では定款で累積投票による選任について排除しているが、商法の一部を改正する法律（昭和49年法律第21号）附則5条により、1974年4月2日現在累積投票によらない旨を定款で定めた定款は、発行済株式の4分の1以上に当たる株式を有する株主の請求により累積投票を求めることができる旨の定めがあるものとみなされているので、このみなし規定の適用を排除する定款改正を行っていないと発行済み株式の4分の1以上の株主からの累積投票の請求を拒めないことになる。設立が古い会社では注意が必要である。

### 員数
取締役の員数は、原則として1人以上であればよい（326条1項）が、取締役会設置会社においては3人以上でなければならない（331条4項）。
員数が欠けた場合には、任期の満了又は辞任により退任した役員は、新たに選任され又は一時取締役が就任するまで、権利義務を有する（346条）。
なお、旧商法では取締役会の設置が義務化されていたため、3人以上となっていた。

### 任期
任期は、選任後2年以内に終了する事業年度のうち最終のものに関する定時株主総会の終結の時までであり、指名委員会等設置会社では選任後1年以内の定時株主総会となる。定款によって任期を短縮することは可能である（332条1項4項）。通常は2年ごとに株主総会で承認を得て再任される。また、委員会設置会社以外の非公開会社においては、定款で10年以内の期間に伸張することができる（332条2項）。

### 解任・辞任・退任
解任は、いつでも株主総会の普通決議によって解任することができる（339条1項、341条）
。
ただし定款によりこれを上回るように定めることも可能であり、そのように定めている会社もある。解任のための正当な理由がない場合には、その者は会社に対し損害賠償を請求しうる（339条2項）。
また、取締役と会社の関係は委任契約であり（330条）、取締役は原則としていつでも辞任することができる（民法651条）。就任中の取締役について破産手続開始の決定や後見開始の決定があった場合、取締役は退任することとなる（民法第653条）が、現にこれらの状態にある人物を取締役に選任することは（成年被後見人については成年後見人の同意を得たうえで）可能である。
役員が欠けた場合又はこの法律若しくは定款で定めた役員の員数が欠けた場合には、任期の満了又は辞任により退任した役員は、新たに選任された役員が就任するまで、なお役員としての権利義務を有する（権利義務取締役、346条1項)。
取締役が欠けた場合又は定款で定めた員数が欠けた場合には、裁判所は、必要があると認めるときは、利害関係人の申立てにより、一時取締役の職務を行うべき者を選任することができる（一時取締役、346条2項）。

## 肩書
通常、取締役には会長、社長、専務や常務といった肩書が付与されている。しかしこれらは商法や会社法において規定されたものではなく、各会社が独自に付与したものである。このように何らかの役職名が付与された取締役のことを役付取締役（やくつきとりしまりやく）ということがある（部長級など、肩書のない取締役も当然いて、彼らは「平取（ひらとり）」と俗称される。“ヒラの取締役”の略）。これらの役職とそれが表す力関係が取締役会に持ち込まれることで、本来上下関係はなく相互にその業務を監視し合う立場にあるはずの取締役たちの間に序列が生じ、特に業務の監査において支障が出ることがたびたびある。

## 職務と責任
取締役は、原則として、取締役それ自体が会社の機関であって会社の業務執行権限を有している。これは、会社法の制定により1950年（昭和25年）改正前の商法と同様になった。しかし、取締役会設置会社においては、取締役は代表取締役に選任されない限り業務執行権限を有さず、取締役会の構成員に過ぎないとされた。これは、1950年以降の商法の規定と同様である。
昭和25年改正以降の商法では取締役会が会社の機関となり、取締役は単独で職務執行権限を持たず、取締役会の一員に過ぎなくなった。同じ改正において取締役になる資格をその会社の株主に限定する資格株制度は禁止された（旧商法254条2項）。これは取締役が単なる株主の利益代表ではなく、社会的責任を帯びた存在であることを示している。しかし株主が取締役になることは差し支えなく、実際にも中小企業においては取締役のほとんどが株主である。取締役は取締役会の一員として業務意思決定を行うほか、割り当てられた業務の執行を行う。特に業務執行権を与えられた取締役を業務執行取締役といい、代表権を与えられた取締役を代表取締役という。これらは法定されたもので、後者については設置が義務づけられているが、業務担当取締役や執行役員といった制度を会社で独自に取り入れて権限を付与するという場合もある。

### 株主の権利の行使に関する利益供与の禁止
株式会社が財産上の利益の供与をしたときは、当該利益の供与をすることに関与した取締役は、当該株式会社に対して、連帯して、供与した利益の価額に相当する額を支払う義務を負う。ただし、当該利益の供与をした取締役を除いた者は、その職務を行うについて注意を怠らなかったことを証明した場合は、義務を免れる（120条4項）。

### 会社に対する義務
取締役と会社との関係は委任であり、取締役が取締役会の構成員として、また代表取締役として職務を行うに際しては善管注意義務（330条により民法644条準用）及び忠実義務を負う（355条）。善管注意義務の内容は会社の規模や業界によって異なる。
忠実義務の具体化として、競業避止義務（356条1項1号）、利益相反取引の制限（356条1項2号）が規定されている。
株式会社に著しい損害を及ぼすおそれのある事実があることを発見したときは、直ちに、当該事実を株主又は監査役に報告しなければならない（357条）。

### 会社に対する責任
蛸配当（分配可能額（配当可能利益）がないにもかかわらず株主に利益配当をすること）や他の取締役に対する金銭の貸付、利益相反取引、および法令または定款に違反する行為によって会社に損害を生じさせた場合には会社に対して賠償する責任が生じる（462条、旧商法266条）。
任務を怠ったときは、損害賠償責任を負う（423条）が総株主の同意があれば免除される（424条）。
取締役又は執行役が競業の規定に違反して取引をしたときは、当該取引によって取締役、執行役又は第三者が得た利益の額は、前項の損害の額と推定する(423条2項)。
監査役設置会社又は委員会設置会社は、責任について、当該取締役が職務を行うにつき善意でかつ重大な過失がない場合において、責任の原因となった事実の内容、当該役員等の職務の執行の状況その他の事情を勘案して特に必要と認めるときは、法律より免除することができる額を限度として当該責任を負う取締役を除く取締役の過半数の同意によって免除することができる旨を定款で定めることができる（426条）。
自己のためにした取引をした取締役の責任は無過失責任であり、任務を怠ったことが当該取締役の責めに帰することができない事由によるものであることをもって免れることができない（428条）。

### 第三者に対する責任
会社の業務を執行する際に故意または重大なる過失（重過失）によって第三者に損害を与えた場合にもそれを賠償する責任が生じる（429条1項、旧商法266条ノ3第1項）。判例はこの責任を、第三者を保護するために認めたもので、一般不法責任よりも加重したものとしている（最判昭和44年11月26日民集23巻11号2150頁）。
取締役には、他の取締役に対する監視義務が課せられている。この義務は、旧商法では、取締役会が業務執行の監督機関であり、取締役はその構成員であることから課せられていると考えられていた。しかし、会社法においては、原則として取締役会が設置されないことから、取締役の忠実義務など他の法的根拠が必要となっている。

### 株主による取締役の行為の差止め
非公開会社の株主は、取締役が株式会社の目的の範囲外の行為その他法令若しくは定款に違反する行為をし、又はこれらの行為をするおそれがある場合において、当該行為によって当該株式会社に著しい損害が生ずるおそれがあるときは、当該取締役に対し、当該行為をやめることを請求することができる（360条1項、2項）。
公開会社で6箇月前から引き続き株式を有する株主は、取締役が株式会社の目的の範囲外の行為その他法令若しくは定款に違反する行為をし、又はこれらの行為をするおそれがある場合において、当該行為によって当該株式会社に回復することができない損害が生ずるおそれがあるときは、当該取締役に対し、当該行為をやめることを請求することができる（同条3項）。

## 区分と権限
取締役には区分とそれに紐づく権限が存在する。

### 取締役会無し
取締役会のない会社（取締役会非設置会社）が複数の取締役を有し代表取締役を選定する場合、次の区分と権限が設定される。
|            | 代表権 | 業務執行決定への参加 | 業務執行権 |
| ---------- | ------ | -------------------- | ---------- |
| 代表取締役 | ○      | -                    | -          |
| 取締役     | ×      | -                    | -          |
| 社外取締役 | -      | -                    | ×          |

### 取締役会有り・指名委員会等無し
取締役会を設置する会社（取締役会設置会社）が指名委員会等を設置しない場合、次の区分と権限が設定される。
|                | 代表権 | 業務執行決定への参加 | 業務執行権 |
| -------------- | ------ | -------------------- | ---------- |
| 代表取締役     | ○      | -                    | ○          |
| 取締役         | ×      | -                    | ×          |
| 業務執行取締役 | -      | -                    | ○          |
| 社外取締役     | -      | -                    | ×          |

すなわち意思決定を取締役会あるいは委任された取締役がおこない、それに基づき業務を代表執行役および業務執行取締役が執行する。

### 指名委員会等有り
取締役会を設置する会社（取締役会設置会社）が指名委員会等を設置する場合、次の区分と権限が設定される。
|                | 代表権         | 業務執行決定への参加 | 業務執行権     | 執行監督権     |
| -------------- | -------------- | -------------------- | -------------- | -------------- |
| 代表取締役     | （存在しない） | （存在しない）       | （存在しない） | （存在しない） |
| 取締役         | ×              | -                    | △              | ○              |
| 社外取締役     | ×              | -                    | ×              | ○              |
| （代表執行役） | ○              | △                    | ○              | ×              |
| （執行役）     | ×              | △                    | ○              | ×              |

すなわち意思決定を取締役会あるいは委任された執行役がおこない、それに基づく業務を代表執行役および執行役が執行する（一部のみ取締役専任の執行）。いわゆる執行役員制度では指名委員会のない会社が内部制度としてこれに近い分業をおこなう。

## 取締役職務代行者
取締役選任の決議の効力を争ったり、取締役の解任を争う訴訟を提起するような場合、判決までの間、その取締役が職務を行うことをやめさせるため、職務執行停止の仮処分を申し立てることができる。その際に、取締役の職務を代わりに行う者がいない場合、取締役職務代行者の選任の仮処分を求めることもできる。
この仮処分による職務代行者については、権限が原則として会社の常務の範囲にとどまり、常務を超える行為（株主総会の招集など）については、仮処分命令の特別の規定か裁判所の個別の許可が必要とされる。
- 取締役の職務を代行する者の権限（352条）

民事保全法56条に規定する仮処分命令により選任された取締役又は代表取締役の職務を代行する者は、仮処分命令に別段の定めがある場合を除き、株式会社の常務に属しない行為をするには、裁判所の許可を得なければならない。

## 報酬

### 委員会非設置会社の場合
取締役の報酬は、定款または株主総会の決議によってその額や算定方法が決定される（361条、旧商法269条）。本来、報酬の決定は業務執行に属する性質の行為であるから取締役会にその権限があってもよい。しかし自分の報酬を自分で決定させると過大な報酬を受け取る危険があるため、このようにしたのだとされる（「お手盛りの防止」といわれる）。また、取締役の選任権は株主総会にある以上、報酬の最終的な決定権も株主総会が関与できる形式であることが自然である。
また、会社法では「報酬、賞与その他の職務執行の対価」として明文で賞与が報酬等に含まれる旨規定された。旧法では、実務上賞与は利益処分案として処理されてきていたが、利益処分案が廃止されたことにともない、報酬等に含まれることとなった。これにより、会計上・税務上の処理が大きく異なるため実務的には重要な改正点の一つであると言える。
なお、この旧法での取扱いは、明文で認められていたわけではないが、明治時代から慣習的に行われてきており「公正ナル会計慣行」（旧商法32条2項）となっているとして、これを条文上の根拠としていたようである。
数人の取締役がいる場合、お手盛りの防止という趣旨を満たせばよいとの観点から、個別の報酬額は開示せず報酬の総額が開示されればよいとされる（判例）。しかし取締役の個人的な心情よりも会社経営の透明化（ディスクロージャー）を推進するために個別の金額を開示すべきとの異論もある。

### 指名委員会等設置会社の場合
取締役の個人別の報酬等の内容は、報酬委員会によって決定される（404条3項）。委員の過半数が社外取締役で占められている報酬委員会（400条3項）が報酬等を決定することにより、お手盛りの防止がはかられている。

## 取締役の文言が入る名称
- 代表取締役
- 業務執行取締役
- 業務担当取締役
- 役付取締役
- 専務取締役
- 常務取締役
- 平取締役
- 社外取締役
- 補欠取締役
- 特別取締役
- 一時取締役（仮取締役）
- 取締役職務代行者
- 表見代表取締役
- 権利義務取締役
任期の満了又は辞任により退任したが、新たに役員が就任するまで、なお役員としての権利義務を有している取締役（346条)。